# 10179 Ісіґакі
10179 Ісіґакі (10179 Ishigaki) — астероїд головного поясу, відкритий 18 лютого 1996 року.
Тіссеранів параметр щодо Юпітера — 3,341.